# 1972년 UEFA 슈퍼컵
1972년 UEFA 슈퍼컵(1972 European Super Cup)은 1973년 1월 16일과 1월 24일에 열린 1971-72년 유러피언컵 우승 팀인 아약스와 1971-72년 유러피언컵위너스컵 우승 팀인 레인저스 간의 경기이다.
이 경기는 비공식 경기로 열렸기 때문에 UEFA에서는 공식적인 UEFA 슈퍼컵 경기로 인정하지 않는다. 1차전 경기는 스코틀랜드 글래스고에 위치한 아이브록스 스타디움에서, 2차전 경기는 네덜란드 암스테르담에 위치한 올림픽 스타디움에서 열렸다. 아약스가 레인저스를 합계 6-3으로 누르고 우승을 차지했다.
1972년 네덜란드의 신문 《더 텔레흐라프》의 기자로 근무하고 있던 안톤 빗캄프(Anton Witkamp)는 야프 판 프라흐(Jaap Van Praag) 아약스 회장에게 유럽 최고의 축구 클럽을 가리는 경기를 개최할 것을 제안했다. 빗캄프의 제안은 유럽 축구 연맹(UEFA)에 전달되었지만 아르테미오 프란키 UEFA 회장은 레인저스가 관중들의 부적절한 행동으로 인해 UEFA로부터 1년 동안 유러피언컵위너스컵 출전이 금지된 상태였다는 점을 근거로 하여 거부했다. 이에 따라 레인저스와 아약스 간의 경기는 레인저스 창단 100주년 기념 경기로 개최되었다.

## 경기

### 1차전
| 레인저스     | 1–3 | 아약스                         |
| ------------ | --- | ------------------------------ |
| 맥도널드 41′ |     | 렙 34′ · 크라위프 45′ · 한 76′ |

| 레인저스 | 아약스 |

|            |    |                 |  |     |
|            |    |                 |  |     |
| GK         | 1  | 피터 매클로이   |  |     |
| RB         | 2  | 샌디 자딘       |  |     |
| LB         | 3  | 윌리 매시슨     |  |     |
| CB         | 4  | 존 그레그 (c)   |  |     |
| CB         | 5  | 데릭 존스톤     |  | 66′ |
| CB         | 6  | 데이브 스미스   |  |     |
| RM         | 7  | 앨피 콘         |  | 46′ |
| CM         | 8  | 톰 포사이스     |  |     |
| CF         | 9  | 데릭 팔레인     |  |     |
| CM         | 10 | 앨릭스 맥도널드 |  |     |
| LM         | 11 | 퀸턴 영         |  |     |
| 교체 선수: |    |                 |  |     |
| MF         | 12 | 토미 매클레인   |  | 46′ |
| MF         | 14 | 그레이엄 파이프 |  | 66′ |
| 감독:      |    |                 |  |     |
| 족 월리스  |    |                 |  |     |

|               |   |                       |  |
|               |   |                       |  |
|               |   |                       |  |
| GK            | 1 | 헤인스 스타위         |  |
| RB            |   | 빔 쉬르비르           |  |
| CM            |   | 호르스트 블랑켄부르크 |  |
| CB            |   | 바리 휠스호프         |  |
| LB            |   | 뤼트 크롤             |  |
| DM            |   | 아리 한               |  |
| CM            |   | 헤리 뮈런             |  |
| CM            |   | 아르놀트 뮈런         |  |
| RF            |   | 요니 렙               |  |
| CF            |   | 요한 크라위프         |  |
| LF            |   | 핏 케이저르           |  |
| 감독:         |   |                       |  |
| 슈테판 코바치 |   |                       |  |

### 2차전
| 아약스                                      | 3–2 | 레인저스             |
| ------------------------------------------- | --- | -------------------- |
| 한 12′ · 뮈런 37′ (페널티킥) · 크라위프 79′ |     | 맥도널드 2′ · 영 35′ |

|               |   |                       |  |
|               |   |                       |  |
|               |   |                       |  |
| GK            | 1 | 헤인스 스타위         |  |
| RB            |   | 빔 쉬르비르           |  |
| CM            |   | 호르스트 블랑켄부르크 |  |
| CB            |   | 바리 휠스호프         |  |
| LB            |   | 뤼트 크롤             |  |
| DM            |   | 아리 한               |  |
| CM            |   | 헤리 뮈런             |  |
| CM            |   | 요한 네이스컨스       |  |
| RF            |   | 샤크 스바르트         |  |
| CF            |   | 요한 크라위프         |  |
| LF            |   | 핏 케이저르           |  |
| 감독:         |   |                       |  |
| 슈테판 코바치 |   |                       |  |

|           |    |                 |  |
|           |    |                 |  |
| GK        | 1  | 피터 매클로이   |  |
| RB        | 2  | 샌디 자딘       |  |
| LB        | 3  | 윌리 매시슨     |  |
| CB        | 4  | 존 그레그 (c)   |  |
| CB        | 5  | 데릭 존스톤     |  |
| CB        | 6  | 데이브 스미스   |  |
| RM        | 7  | 토미 매클레인   |  |
| CM        | 8  | 톰 포사이스     |  |
| CF        | 9  | 데릭 팔레인     |  |
| CM        | 10 | 앨릭스 맥도널드 |  |
| LM        | 11 | 퀸턴 영         |  |
| 감독:     |    |                 |  |
| 족 월리스 |    |                 |  |

## 같이 보기
- 1971-72년 유러피언컵
- 1971-72년 유러피언컵위너스컵